# Апостольский нунций в Швейцарии
Апостольский нунций в Швейцарской Конфедерации — дипломатический представитель Святого Престола в Швейцарии. Данный дипломатический пост занимает церковно-дипломатический представитель Ватикана в ранге посла. Как правило, в Швейцарии апостольский нунций является дуайеном дипломатического корпуса, так как Швейцария — на 50 % католическая страна. Апостольская нунциатура в Швейцарии была учреждена на постоянной основе в 1543 году.
В настоящее время Апостольским нунцием в Швейцарии является архиепископ Мартин Кребс, назначенный Папой Франциском с 3 марта 2021 года.

## История
Апостольская нунциатура в Швейцарии, в качестве постоянной нунциатуры, была учреждена в 1543 году, в русле реформ дипломатической службы Святого Престола и учреждения постоянный нунциатур, хотя и до этого периода в Швейцарии был папский представитель. Однако первый резидентальный апостольский нунций был назначен только в 1579 году.
Апостольская нунциатура имеет двойную роль. С одной стороны, она обеспечивает связь между Римом и Церковью Швейцарии, в частности, с конференцией швейцарских епископов. Таким образом, нунций готовит назначение епископов в Швейцарии. С другой стороны, как посольство Святого Престола, апостольская нунциатура предусматривает дипломатические отношения с швейцарскими гражданскими властям.
С 1987 года, с учреждением апостольской нунциатуры в Лихтенштейне, апостольский нунций в Швейцарии стал апостольским нунцием в Лихтенштейне, по совместительству.

## Апостольские нунции в Швейцарии
- Акилле де Грасси — (1509 — ?).

### Апостольские нунции в Швейцарском союзе (1543—1798)
- Маттеус Шиннер — (1510—1511);
- Джакомо Гамбара — (1516—1517);
- Антонио Пуччи — (1517—1521);
- Эннио Филонарди — (1521—1540);
- Джироламо Франко — (1543—1553);
- Оттавиано делла Ровере — (1553—1560);
- Джанантонио Вольпи — (25 мая 1560—1579);
- Джованни Франческо Бономи — (27 мая 1579 — сентябрь 1581)[1];
  - вакансия;
- Джванни Баттиста Сантонио — (17 августа 1586 — август 1587);
- Оттавио Парравичини — (август 1587 — 20 июня 1591);
- Гудвин Оуэн (или Оуэн Льюис) — (20 июня 1591 — 14 октября 1595, до смерти)[2];
- Джованни делла Торре — (10 ноября 1595 — июнь 1606);
- Фабрицио Вералли — (10 июня 1606 — 24 июня 1608);
- Ладислао д’Аквино — (24 июня 1608 — 15 сентября 1613);
- Людовико де Сарего — (20 сентября 1613—1621, в отставке);
- Алессандро Скаппи — (20 сентября 1613 — апрель 1628, в отставке);
- Чириако Роччи — (28 июня 1628—1630, в отставке);
- Рануччо Скотти — (22 мая 1630—1639, в отставке);
- Джироламо Фарнезе — (4 мая 1639—1643, в отставке);
- Лоренцо Гавотти — (28 октября 1643 — 7 ноября 1646, в отставке);
- Альфонсо Сакрати — (7 ноября 1646—1647, в отставке);
- Франческо Боккападули — (12 сентября 1647 — август 1652 — назначен апостольским нунцием в Венецианской Республике);
- Карло Карафа делла Спина — (18 января 1653 — 31 октября 1654 — назначен апостольским нунцием в Венецианской Республике);
- Федерико Борромео младший — (28 ноября 1654—1665, в отставке);
- Федерико Бальдески Колонна — (15 июля 1665 — март 1668, в отставке);
- Родольфо д’Аквавива — (27 марта 1668—1670, в отставке);
- Одоардо Чибо — (4 августа 1670—1685, в отставке);
- Джакомо Кантельмо — (18 апреля 1685—1687, в отставке);
  - Джироламо Дзарини — (1687—1689 — апостольский интернунций);
- Бартоломео Менатти — (12 февраля 1689—1692, в отставке);
- Марчелло д’Асте — (18 января 1692—1695, в отставке);
- Микеланджело деи Конти — (1 июля 1695 — 7 января 1698, в отставке);
- Джулио Пьяцца — (7 января 1698 — 23 декабря 1702 — назначен апостольским нунцием в Кёльне);
- Винченцо Бики — (5 января 1703 — 14 сентября 1709 — назначен апостольским нунцием в Португалии);
- Джакомо Караччоло — (2 мая 1710 — 17 октября 1716 — назначен официалом Апостольской Палаты);
- Джузеппе Фиррао иль Веккьо — (23 октября 1716 — 28 сентября 1720 — назначен апостольским нунцием в Португалии);
- Доменико Сильвио Пассионеи — (30 июля 1721 — 23 декабря 1730 — назначен апостольским нунцием в Австрии);
- Джованни Баттиста Барни — (22 февраля 1731 — 1 апреля 1739 — назначен апостольским нунцием в Испании);
- Карло Франческо Дурини — (12 августа 1739 — 10 января 1744 — назначен апостольским нунцием во Франции);
- Филиппо Аччайоли — (22 января 1744 — 28 января 1754 — назначен апостольским нунцием в Португалии);
- Джироламо Спинола — (22 января — 8 ноября 1754 — назначен апостольским нунцием в Испании);
- Джованни Оттавио Буфалини — (21 декабря 1754 — 2 октября 1759 — назначен префектом Апостольского дворца);
- Никколо Одди — (4 декабря 1759 — 20 февраля 1764 — назначен архиепископом Равенны);
- Луиджи Валенти Гонзага — (27 июля 1764 — 2 сентября 1773 — назначен апостольским нунцием в Испании);
- Джованни Баттиста Капрара — (6 сентября 1775—1785, в отставке);
- Джузеппе Винчи — (26 апреля 1785 — 25 февраля 1794 — назначен префектом Апостольского дворца);
- Пьетро Гравина — (16 сентября 1794—1798).

### Апостольские нунции вГельветической республике(1798—1803)
- Пьетро Гравина — (1798 — 1 марта 1803 — назначен апостольским нунцием в Испании).

### Апостольские нунции в Швейцарской Конфедерации с 1803 года
- Фабрицио Шеберрас Тестаферрата — (20 сентября 1803 — 8 марта 1816);
- Карло Дзен — (13 марта 1816 — 27 августа 1817 — назначен апостольским нунцием во Франции);
- Винченцо Макки — (6 октября 1818 — 22 ноября 1819 — назначен апостольским нунцием во Франции);
- Иньяцио Назалли-Ратти — (21 января 1820—1827);
- Пьетро Остини — (30 января 1827 — 17 июля 1829 — назначен апостольским нунцием в Бразилии);
- Филиппо Де Анджелис — (23 апреля 1830 — 13 ноября 1832 — назначен апостольским нунцием в Португалии);
- Томмазо Паскуале Джицци — (31 мая 1839 — 23 апреля 1841 — назначен апостольским нунцием в Турине);
- Джироламо д’Андреа — (30 июля 1841 — 30 августа 1845 — назначен секретарём Священной Конгрегации Собора);
- …
  - Анджело Бьянки — (15 октября 1864 — 14 марта 1868 — назначен апостольским интернунцием в Нидерландах) (поверенный в делах);
  - Джованни Баттиста Аньоцци — (23 марта 1868 — 23 января 1874 — поверенный в делах);
  - Разрыв дипломатических отношений (1874—1920);
- Луиджи Мальоне — (1 сентября 1920 — 23 июня 1926 — назначен апостольским нунцием во Франции);
- Пьетро ди Мария — (4 июня 1926 — 1 сентября 1935);
- Филиппо Бернардини — (18 октября 1935 — 15 января 1953 — назначен секретарём Священной Конгрегации Пропаганды Веры);
- Густаво Теста — (6 марта 1953 — 14 декабря 1959);
  - Джованни Феррофино — (1959—1960 — апостольский интернунций);
- Альфредо Пачини — (4 февраля 1960—1967);
- Амброджо Маркиони — (30 июня 1967 — сентябрь 1984);
- Эдоардо Ровида — (26 января 1985 — 15 марта 1993 — назначен апостольским нунцием в Португалии);
- Карл Йозеф Раубер — (16 марта 1993 — 25 апреля 1997 — назначен апостольским нунцием в Венгрии);
- Ориано Киличи — (8 июля 1997 — 2 ноября 1998);
- Пьерджакомо де Николо — (21 января 1999 — 8 сентября 2004);
- Франческо Каналини — (8 сентября 2004 — 28 мая 2011);
- Диего Каузеро — (28 мая 2011 — 5 сентября 2015, в отставке);
- Томас Эдвард Галликсон — (5 сентября 2015 — 31 декабря 2020, в отставке);
- Мартин Кребс (3 марта 2021 — по настоящее время).